# Slottsån
Slottsån är ett biflöde till Viskan. Det mynnar i vattendraget strax söder om Kinna. Själva Slottsån är bara 4 kilometer lång och förbinder Östra Öresjön med Viskan och är därigenom sista ledet innan vatten från ett antal mindre vattendrag som Ljungaån, Kroksån, Hyltenäsån, Dräggsjöbäcken, Sågebäcken, Torestorpsån och Lundaboån når Viskan. Den har genom dessa ett avrinningsområde på 260 km2.

## Avrinningsområdet
Av vattendragen i avrinningsområdet har Ljungaån en längd på 19,22 km och ett avrinningsområde på 66,70 km2. Krokån är 13,03 km lång och har ett avrinningsområde på 40,67 km2. Draggsjöbäcken är 0,94 km lång och har ett avrinningsområde på 49,54 km2.
Längs själva Slottsån förekommer lövskog. Vattendragen i avrinningsområdet rinner främst (>60 %) genom olika typer av skog. De har i allmänhet i ringlande lopp. Flödet varierar mellan lugnflytande (54 %) till forsande (5 %). Bottenförhållanden varierar mycket. Generellt är vattendragen skuggade av omgivande vegetation. Sjökalkning genomförs i flera sjöar i vattensystemet. Däremot kalkas inte själva Slottsån.

## Mänsklig användning
Vid vattendraget ligger Örestens fästning som användes under medeltiden. Däromkring finns också många fornlämningar och området är klassat som riksintresse för kulturmiljön. Där har funnits kvarnar sedan 1600-talet. Under 1910-talet byggdes två vattenkraftverk: Haby kraftstation 1913/1914 och Hulta kraftstation 1916/1917 . I Torestorpsån finns ett mindre vattenkraftverk.

## Växt- och djurliv
Längs vattendraget växer bland annat grönslick, nate, bladvass, starr, bladvass, kabbleka. Där finns ål och flodpärlmussla. Stammen av öring kan vara den enda insjööringen i Viskans vattenssystem, stammen är dock liten.